# Ranunculus hystriculus
Ranunculus hystriculus är en ranunkelväxtart som beskrevs av Asa Gray. Ranunculus hystriculus ingår i släktet ranunkler, och familjen ranunkelväxter. Inga underarter finns listade i Catalogue of Life.